# Jü Hua (író)
Jü Hua (egyszerűsített kínai: 余华; hagyományos kínai: 余華; pinjin: Yú Huá; született Hangcsou, 1960. április 3.) kínai író, akit széles körben az avantgárd szépirodalom legjelentősebb írójának és Kína egyik legnagyobb élő szerzőjének tartanak.
Röviddel azután, hogy 1983-ban debütált szépirodalmi íróként, az első áttörést 1987-ben érte el, amikor megjelentette az "Úton tizennyolc évesen" című novelláját. Jü Hua-t ígéretes avantgárd vagy poszt-újhullámos írónak tartották. Sok kritikus a kínai metafikciós vagy posztmodernista írásmód bajnokaként is tekint rá. Az Élni (1993) és A véradó krónikája (1995) című regényei széleskörű elismerést kaptak, míg más művei, mint a Testvérek (2005-06) vegyes kritikát kaptak belföldön, de pozitív kritikákat külföldön.
Jü Hua öt regényt, hat elbeszélésgyűjteményt és három esszégyűjteményt írt. Művei összesen mintegy kilencmillió példányban keltek el és több mint 20 nyelvre fordították le.

## Háttér

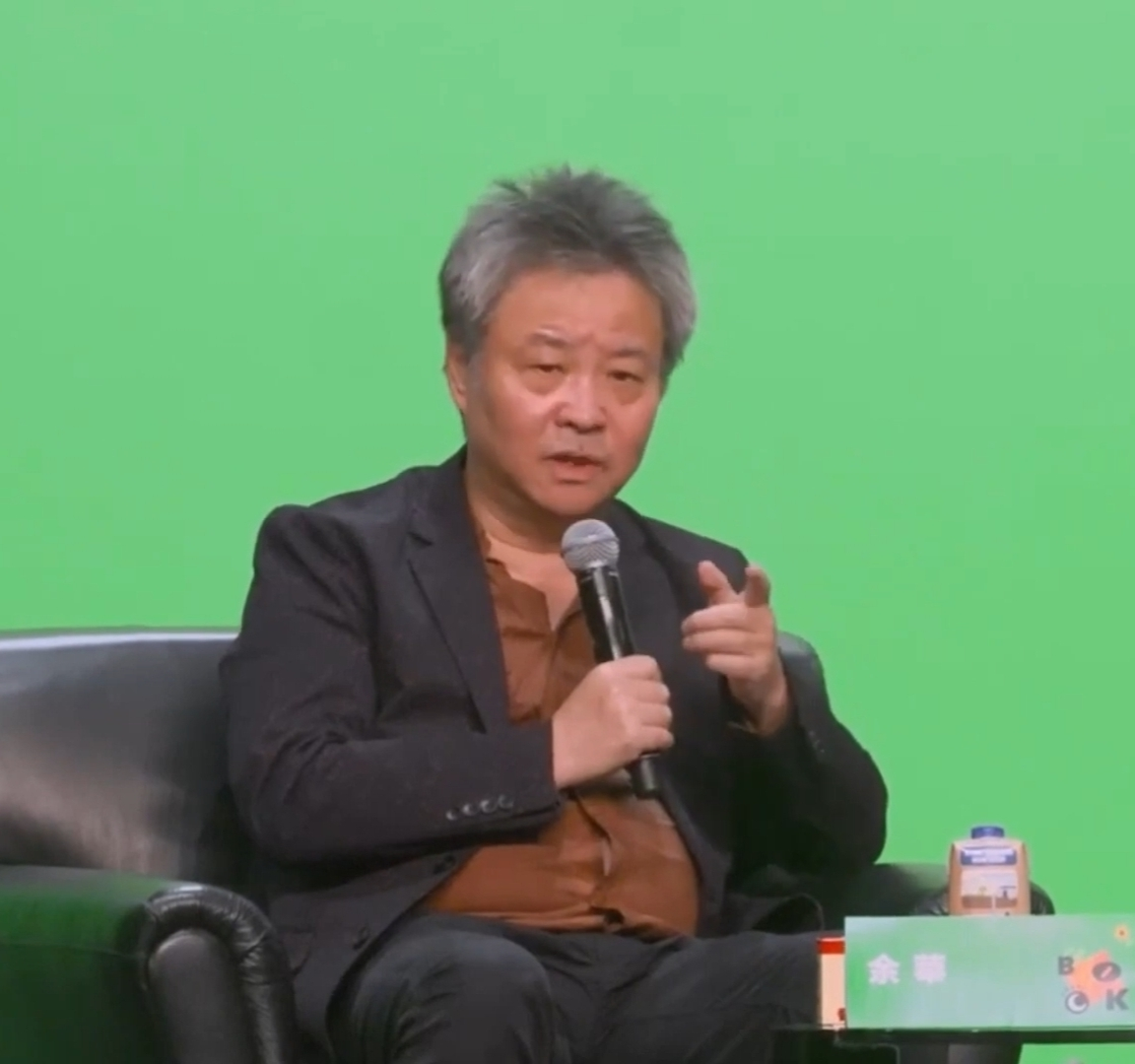
Jü Hua beszédet mond a 2023-as Hongkongi Könyvvásáron

1960. április 3-án született Hangcsouban, Csöcsiangban. Szülei orvosként dolgoztak, így a családja egy kórházi telepen élt a halottasházzal szemben. A halálhoz való gyermekkori közelsége alakította későbbi műveit. 1983-ban öt évig fogorvosként praktizált, mielőtt a szépirodalmi írás felé fordult, mert nem szerette "egész nap az emberek száját nézni." Jü Hua számára a kulturális forradalom hétéves korától tizenhét éves koráig tartott, ezért számos művében szerepel az akkoriban uralkodó erőszak és káosz. Saját szavai szerint "egy nyugodt, rendezett társadalom nem tud ilyen nagyszerű műveket létrehozni", ezért műveinek egyik jellegzetes vonása a brutális erőszak részletes leírásának előszeretete.
Jü Hua-t a különböző jelentéskonstrukciók kölcsönhatása érdekli, különösen a képzelet és a valóság között. Magánélete mélyen tükröződik írásaiban, mivel a fiatalkori társadalmi-gazdasági kihívások közvetlen hatással voltak rá. Írásaiban számos olyan elem található, amelyet az élete befolyásolhatott. Úgy tartják, hogy a "60-as évek generációjához" tartozik, ami azokra az írókra utal, akik egész gyermek- és tinédzserkorukat a kulturális forradalom idején töltötték. Hangcsou-ban született, de meghatározó éveit a Haiyanban található Wuyuan Townshipben töltötte, egy kisvárosban, amelyről azt gondolják, hogy meglehetősen egyhangú, de írásainak nagy része ezt használja fel karakterei hátteréül. Jü Hua azt nyilatkozta, hogy az írás során úgy érzi, mintha visszatérne Haiyanba; így sok írásában Haiyant használja történetének helyszínéül. Miután nem sikerült bejutnia az egyetemre, egyéves képzésen vett részt, hogy fogorvos lehessen. Hat évig volt fogorvos, de aztán komolyabban kezdett írni, amikor megunta ezt az életmódot.
Azt nyilatkozta, hogy írói munkásságára nagy hatással volt többek között Franz Kafka és Kavabata Jaszunari is. Kijelentette, hogy Kavabata műveit olvasva megértette, hogy az írás lényege az emberi érzések bemutatása. Jü Hua azonban mélyen kötődik hazájához és annak történelméhez is. Írásai ezt tükrözik. A The New Yorker című lapnak adott interjújában így nyilatkozott: "Az írásom mindig változik, mert az országom mindig változik, és ez elkerülhetetlenül befolyásolja a dolgokkal kapcsolatos nézeteimet és érzéseimet."
Magánéletére nagy hatással voltak azok a változások, amelyeken Kína keresztülment, talán ezért van az, hogy korai szövegei gyakran hidegnek és kegyetlennek ábrázolják a világot, a fizikai erőszak és a testi csonkítás szemléletes leírásaival. Egy interjúban azt nyilatkozta, hogy egy olyan időszakban nőtt fel, amikor Kína viszonylag rövid idő alatt sokféle változáson ment keresztül. Azt mondta: "A kulturális forradalom idején nőttem fel. Aztán jött a reform és nyitás és a gazdaság robbanásszerű fellendülése a 90-es években, majd jött az új évszázad fantasztikus vadsága, és mind a világképünk, mind az értékrendünk a feje tetejére állt". Azt is mondta, hogy a gyermekkori élmények hatással lesznek egy író életére.
Az utóbbi években Jü Hua számos művét magának Kínának szentelte, mind Kínának és Kelet-Ázsiának, mind pedig a nyugati világnak. Emellett havonta ír egy rovatot a The New York Times számára, amelyben Kínával kapcsolatos kérdéseket ír le. Számos írása az erőszakosságáról vált ismertté, de néhány bensőségesebb stílusú írása is ismert. Egy interjúban például azt nyilatkozta, hogy az Élni című könyvében "a kulturális forradalom kegyetlenségével és erőszakosságával" foglalkozik, de vannak "enyhébb történetei" is, mint például "A fiú az alkonyatban." Írásainak egyik fő szempontja az abszurddal való foglalkozás. Egy interjúban azt nyilatkozta, hogy "realista író vagyok, és ha a történeteim gyakran abszurdak, az egyszerűen azért van, mert az abszurd valóság kivetítése." Ahogy Kína megváltozott, ő is elkezdett írni az ezzel járó abszurditásokról. Azokra a kritikákra, hogy írásai túlságosan erőszakosak, azt válaszolja, hogy azt tükrözi, amit a valóságban lát, és kijelenti, hogy "az erőszak már régóta létezik a tudatalattimban".

## Írói stílus, témák és avantgárd

### Témák
A kulturális forradalom által erősen inspirált és befolyásolt Jü Hua írásaiban a modern kínai történelem témája dominál. Művei nagyon hagyományosak, pszichologizált történetszálakkal, amelyek a kulturális szétesés és az identitásvesztés kihívásait vizsgálják és illusztrálják, és történetei gyakran kisvárosokban játszódnak, olyan történelmi időszakokban, amelyeket ő is átélt, beleértve a Mao elnök uralma alatti Kínát, a polgárháborút és a kulturális forradalmat, és a Mao utáni kapitalista Kínát. A gyermekkor szintén gyakran megjelenő téma a történeteiben, de nem könnyíti meg következetesen a témát. Jü Hua ismert az erőszak, a kegyetlenség és a halál brutális leírásairól, valamint a "Kína alsóbb osztályainak nyomorúságos helyzetét" körülvevő témákról, ahogyan az Egy vérkereskedő krónikájában látható. Amikor a Fivérekben kaotikusabb témákra kezdett összpontosítani, bevallotta, hogy a Kafka-regények utáni korábbi mintázása ellenére "az írás lényege az, hogy felszabadítsd magad. Ha a nagy mesterek ki tudják szabadítani magukat, mi miért ne tudnánk?" Ugyanebben a művében büszke arra, hogy egyszerre fejezi ki a tragédiát és a komédiát. Műveiben az esztétikai modernitás különféle attitűdjeit is gyakran alkalmazza, amivel katalizátor hírnevet szerzett magának.

### Stílus
Jü Hua a mágikus realizmus hatása alatt áll, és munkáiba a modern kor előtti kínai fikció elemeit is beépíti. Ismert, hogy írásaiban sötét humort és furcsa érzékelési és leírási módokat alkalmaz. Regényeinek nyelvi humora szélsőséges kontrasztban szürke humor, egyfajta nulla fokú érzelmi elbeszélés, és ez a humor gyakran meglepően hatásos kifejezést kap. A humort főként a kontextus, a helyzet, a korabeli összefüggések és a nemzeti kulturális hagyományok segítségével teremti meg, hatással volt rá a zene, különösen a klasszikus zene és a zene elbeszélő szerkezete, sőt, A vérkereskedő krónikája a Jüe-opera stílusából kölcsönzött technikákat használ. Regényei megkomponálásakor folyamatosan merít a zenei művekből, a zenei nyelv sajátosságait felhasználva gazdagítja írásait, így fikciós nyelvezete tele van zenei ritmusokkal, ami szorosan kapcsolódik zenei műveltségéhez és zenei hobbijához. Irodalmi alkotásaihoz is a zeneművekből merített ihletet. A szavak ismétlése például kedvelt elbeszélői stílusa. Fontos módszer számára, hogy bemutassa karakterei jellemvonásait és pszichológiai változásait, az ismétlődő nyelvi technikák ügyes alkalmazásával elérve a koncentrált és tömör nyelvi kifejezést.
Munkássága sikeresen épít rejtélyes és gazdag irodalmi univerzumokat mind a szépirodalomban, mind a nem-fikcióban. Ahogy mondta: "A regényben elkerülhetetlenül benne van Kína történelme, de nem áll szándékomban történelmet bemutatni. Íróként az a felelősségem és érdekem, hogy valódi embereket teremtsek a műveimben, valódi kínai embereket.".
Pályája kezdetén nem volt sikeres az olvasók körében, mivel művei összetettek voltak. Célja az volt, hogy az emberi pszichológia és a társadalom sötét oldalát mutassa be nem hagyományos módon. Stílusát azután változtatta meg, hogy kezdett vonzerőt nyerni az írói világban, és a túlkomplexitástól elfordult, mivel az olvasók nehezen érthetőnek találták műveit. A kiigazítások után arra összpontosított, hogy a megfelelő mennyiségű modern ideológiát oltsa bele műveibe, amelyek elsősorban a "realista társadalmak" elbeszélésére épülnek.
Írói stílusa a mennyiség helyett a minőségre összpontosít. A komplexitásáról és egyedi nyelvi stílusáról ismert írás- és kommunikációs stílusa megszegi a nyelvészet mindennapi szabályait, és bizonyos értelemben saját nyelvi rendszert alkot. Összetett alapjaival Jü Hua művei sikeresen építenek fel titokzatos és gazdag irodalmi univerzumokat mind a szépirodalomban, mind a tényirodalomban.

### Avantgárd
Jü Hua kortárs avantgárd író, aki hivatalosan az "Úton tizennyolc évesen" című művével mutatkozott be az irodalmi életben. Ez a novella igyekszik rávilágítani arra, hogy mit lát, gondol és érez az elbeszélő a zűrzavar és a kegyetlenség pillanataiban. Azt az érzést írja le, hogy a világ széttépte saját integritását, és ezzel a szürrealizmuson alapuló, megtört hagyományos valóságszemléletet tárja fel.
Az avantgárd regényírók közül Jü Hua példaértékű abban, hogy képes a nevetségeset a költői erőszakkal ötvözni, hogy megkérdőjelezze a humanizmus filozófiai eszméjét. Finomságáról és élességéről ismert. Úttörő íróként Jü Hua gondolkodása a valósággal és az élettel szemben az, hogy nem marad meg valamilyen nyilvános képzeletbeli boldogságállapotban, hanem tudatosan átmegy mindenféle hétköznapi boldogság látszatán, és belép a titkosabb lélekszintre, hogy megkínozza és megkérdőjelezze az élet eredeti állapotát. Így regényei a hagyományos írásmód és esztétikai stílus ellen lázadnak új magasságokba.
Regények formájában mélyítette el az emberek racionális reflexióját az élethelyzetükről, ami nagy megdöbbenést és figyelmet váltott ki az irodalmi világban és az olvasók körében. Ezért vált az avantgárd regények képviselőjévé Kínában. Az 1980-as évek végén Jü Hua-t az egyik legígéretesebb avantgárd vagy posztmodern írónak tartották, és sok kritikus a kínai jüan-regények vagy posztmodern írás talán legjobb példájának tartotta. Az 1990-es évek végén egy sor novellát, novellát és regényt szántott fel, amelyekben stílusa kissé eltolódni látszott a hagyományos "pszichoanalitikus" elbeszélésmód felé.
Jü Hua regényei ebben az időszakban mélyen és részletesen elemzik az emberi gonoszságot és erőszakot, az ösztönöket és vágyakat, a hagyományt és a történelmet. Elsősorban az emberi természet gonoszságát és az emberi természet gonoszsága által okozott kegyetlen, erőszakos és véres események sorozatát tárja fel. "1986", A valóság egy fajtája, Az elkerülhetetlen és más korai művek az ő szinte brutális közönyös hangneme a valós és részletes fiktív erőszak, vér és halál, hogy megmutassa az erőszak emberi természetét, a vágyat és az impulzus vágyát. Célja, hogy eltávolítsa az ilyen típusú emberi természet módosítását, hogy az olvasó kinyissa a kíváncsi emberi vértől csöpögő ablakot, hogy megértse az olvasó, ez nem az kiüresedés jelentése.

## Művei
Megjegyzés: a címek az eredeti mandarin kínai nyelvből fordítva.

### Novellagyűjtemények
Eredetileg irodalmi folyóiratokban jelentek meg ezek a novellák, majd később különböző gyűjteményekben antologizálták őket Tajvanon és az anyaországi Kínában egyaránt. 21 novellát tartalmazó, máig legteljesebb novellagyűjteménye az Nincs Saját Nevem (2017). Ebben 13 másik művével együtt szerepelnek legjelentősebb novellái, mint például a "Tizennyolc évesen elhagyni az otthont", a "Klasszikus szerelem", a "Ködszerű világ", a "Múlt és büntetés", az "1986", a "Vér és szilvavirágok", a "Egy földesúr halála" és a "Fiú az alkonyatban". 13 másik művét tartalmazó antológiák közé tartozik még Az április 3-i incidens (2018); A múlt és a büntetések (1996); Fiú az alkonyatban (2014); Úton tizennyolc évesen (1991); Nyári tájfun (1993); Borzongás (1995); és Jü Hua összegyűjtött műveinek három kötete (1994), többek között.

### Regények
- Sír a záporban (1992): A főhős, Sun Guanglin első személyű visszaemlékezése a Mao uralma alatti Kínában.[20] A társadalom és a saját családja fekete bárányaként egy neheztelő tinédzser sajátos szemszögéből figyeli a kommunista uralom következményeit. Az olvasóknak lehetőségük nyílik arra, hogy egy gyermek szemszögéből újragondolják a család, a barátság, a házasság, a sors, a szex és a születés jelentését.[34] Jü Hua első publikált szintű művének formázása és stílusa "kígyózó, epizodikus anekdotagyűjteményként írható le, amely egyfajta maoista korabeli kinderscenen-t alkot".[35]
- Élni (1993): Xu Fugui főszereplője folyamatosan szenvedett az életében. Jü Hua áttörést hozó regénye egy földesúr elkényeztetett fiának átalakulását követi nyomon, aki szemtanúja a polgárháború és a kulturális forradalom brutalitásának és viszontagságainak.[36] 35 A könyv főszereplője, Fugui úgy van megformálva, hogy a főhős, Fugui az 1980-as években egy névtelen narrátornak meséli el történetét, míg maga a történet a második kínai–japán háborútól az utolsó megmaradt rokon haláláig tart. A rokonok sorrendben a szülei, felesége, lánya, fia, veje, és egyetlen unokája, aki utolsóként hal meg. A Mao Ce-tung uralma és a kulturális forradalom alatti Kína történelmi idővonalát követő könyv eseményei, Fu Gui családjában sok halálesethez vezetnek, miközben szegénységet, betegségeket és az orvostudomány helytelen gyakorlatát tapasztalják. A regényt eredetileg betiltották Kínában a túlzó realista írói stílusa miatt, de később az ország egyik legbefolyásosabb könyvének nevezték.[21]
- Egy vérkufár krónikája (1995) egy szekérhordó küzdelmét követi nyomon, és a Mao vezette Kína alatti élet nehézségeit mutatja be.[19] Xu Sanguan, a szekérhordó, a kulturális forradalom éhínségének időszakában részt vesz a vérének illegális eladásában, hogy eltartsa diszfunkcionális családját. A történet előrehaladtával Xu Sanguannak félre kell tennie keserűségét felesége Xu Yulan és a törvénytelen fia, Yile iránt, azzal az álcával, hogy Xu Sanguan gyermeke. A Vérkereskedő krónikája cím a kínai plazmagazdaságra[37] utal, amely azokban az években zajlott, amikor második regényét írta.[38]
- Testvérek (2005): A Testvérek két kötetből áll, és két mostohatestvér gyermekkorát követi nyomon a kulturális forradalom idején, valamint a Mao utáni, kapitalista Kínában zajló életet.[9] A főszereplő Kopasz Li, a városi gazember, aki az ország legjobb vállalkozójává válik. Az ő szedett-vedett története ellentétes mostohatestvérének, Song Gangnak a történetével, aki bár ismert, hogy nagyon hasonlít lovagias és okos apjára, a kulturális forradalom sújtja, és vándorló emberként szenved, aki engedély nélküli szépészeti sebészeti praxisokban vesz részt Dél-Kínában. Ezek a szépészeti műtétek végül befolyásolják Kopasz Li újonnan létrehozott szépségversenyét, amelyen csak szüzek vehetnek részt. A regény több évtizede alatt Kopasz Li viszonyt kezd Song Gang feleségével, Lin Honggal, akit évek óta csodál. Később a testvérek összefognak, hogy megoldják nézeteltéréseiket. A könyvet Jü Hua 2003-as amerikai útja ihlette, amely során távolról figyelte, ahogy Kína felkészül a Miss World verseny megrendezésére.[9]
- A hetedik nap (2015): Jü Hua legújabb regényének főszereplője az elhunyt, és azt mutatja be, hogy mit látott és hallott az elhunyt a halála utáni hét napon belül. Jü Hua egy abszurd és kétségbeesett való világot és egy ezzel ellentétes túlvilágot ábrázol.[39] A főszereplő Yang Fei negyvenegy évesen halt meg anélkül, hogy megfelelő pénz lett volna a temetésre, és szellemként céltalanul bolyong a túlvilágon. Hét nap alatt találkozik az előtte elhunyt barátok, családtagok és ismerősök lelkével.[40] A regény az elhunytak elbeszélésén és tapasztalatain keresztül tárja fel a kegyetlen és korrupt valóságot, például a prostitúcióban nőnek álcázott férfiak, az erőszakos rombolás, a katasztrófa utáni halálesetek eltitkolása, a kórház orvosi hulladékként ártalmatlanítja a halott csecsemőket stb.[39] Jü Hua "azt a gondolatot, hogy a halál nem az élet vége, hanem csak egy fordulópont", abból kapta, hogy gyerekkorában egy halottasház közelében élt.[10] A hetedik nap a Kínában uralkodó osztálykülönbségek kritikájaként szolgál, amely egyenlőtlenségek olyan súlyosak, hogy még a túlvilágon is fennmaradnak, a kormányzati korrupció és "az ország fogyasztói társadalomhoz fűződő fejvesztett viszonyának" eredményeként.[41] Az emberi jogok más aspektusai, amelyeket Yang Fei a limbus feltárása során érint, a rendőri brutalitás, a szexipar erőszakossága, az öngyilkosság és a szegénységben szenvedők kormány általi erőszakos kilakoltatása.

### Esszék
Kína tíz szóban (2011): Jü Hua tíz esszégyűjteményében, amelynek címét egy-egy általa a modern Kína kultúráját és politikáját jellemzőnek tartott szó után adta, egy "erkölcsileg kompromittálódott nemzetet" ír le, szembeállítja a kulturális forradalom eseményeit a Mao utáni Kína gyors fejlődésével, sőt a jelenlegi események és az 1989-es demokráciapárti tüntetés eredetét is tárgyalja; Jü Hua az esszéregény kínai változatát nem adta ki Kínában. A tíz szó: "Nép", "Vezető", "Olvasás", "Írás", "Lu Hszün", "Forradalom", "Különbség", "Alulról építkező", "Másolás" és "Félrevezetés". E szavak segítségével felidézi azokat a történelmi és kulturális eseményeket, amelyek Kínát azzá tették, ami ma, vegyítve a kulturális forradalom alatt felnőtté válás önéletrajzi beszámolóival. Minden egyes esszé megmagyarázza, hogy a címadó kifejezés miért különleges, hogy jobban megértsük az ellentmondásos Kínát. Jü Hua azt állítja, hogy ez a mű "a megfigyelést, az elemzést és a személyes anekdotát egyesíti" a kortárs Kína kritikája érdekében.

### Magyarul
- Testvérek (兄弟, Xiong di) – Magvető, Budapest, 2010 · ISBN 9789631428483 · Fordította: Széky János
- Kína tíz szóban (Shi ge cihui li de Zhongguo) – Magvető, Budapest, 2018 · ISBN 9789631437560 · Fordította: Zombory Klára
- A hetedik nap (Di-qi tian) – Helikon, Budapest, 2019 · ISBN 9789634791676 · Fordította: Zombory Klára
- Élni (活著, Huozhe) – Helikon, Budapest, 2020 · ISBN 9789634791669 · Fordította: Zombory Klára
- A véradó krónikája (Xu Sanguan maixue ji) – Noran Libro, Budapest, 2021 · ISBN 9789635172238 · Fordította: Zombory Klára

## Politikai nézetei

### Kulturális forradalom
Legtöbb regényének középpontjában a kulturális forradalom áll, akár mint helyszín, akár mint kontextuális utalás, akár mint irodalmi eszköz. Jü Hua 1960-ban született, és gyermekkori emlékei a kulturális forradalomhoz kötődnek. Azt mondta: "A regényalkotásom szorosan kapcsolódik a gyermekkorhoz és a fiatalkorhoz." A kulturális forradalom leírása közömbös, függetlenül attól, hogy erőszakot vagy halált ír le. Az Élni című regénye például tárgyilagos elbeszélői stílusban írja le a kulturális forradalom szenvedéseit. A Testvérek című regényben Jü Hua közvetlenül beszél arról, hogy mi történt egy családdal a kulturális forradalom alatt. Ezekben a könyvekben megérthetjük a kulturális forradalom emberi természetre gyakorolt ártalmait, és világosan megérthetjük a kulturális forradalom alatt elkövetett hibákat.

## Recepció
Jü Hua-t az egyik legnagyobb élő kínai írónak tartják. Jeffrey Wasserstrom a Los Angeles Review of Books-tól írta: "Amikor megkérnek, hogy javasoljak egy regényt, amely a Kínai Kommunista Párt felemelkedésével és uralmával foglalkozik, a To Live (Élni) című regényt ajánlom nekik, amely Michael Berry élénk fordításában kapható, és a forradalmi történelem sarkalatos állomásait mutatja be az átlagemberek szemszögéből, vagy a Chronicle of a Blood Merchant (A véradó krónikája) című regényt, amely hasonló erényekkel és valamivel nagyobb humorral rendelkezik.".

## Díjak
Jü Hua 1998-ban kapta meg első díjként a Grinzane Cavour-díjat To Live című regényéért. Négy évvel később ő lett az első kínai író, aki megkapta a James Joyce-díjat (2002). Az eredetileg 1993-ban megjelent Élni 2003-ban jelent meg angolul, majd 2004-ben a francia Ordre des Arts et des Lettres kitüntetést kapta meg. Ugyanebben az évben elnyerte a Barnes & Noble Discovery Great New Writers Awardot (2004), 2005-ben pedig hazavihette a Kínai Különleges Könyvdíjat. Azóta elnyerte a Prix Courrier International díjat (2008) a Brothers című regényéért, amely a Man Asian Literary Prize szűkített listáján is szerepelt, és elnyerte a 2022-es Jasznaja Poljana Irodalmi Díj legjobb idegen nyelvű művekért járó díját.

## TV- és filmadaptációk
Négy művéből készült filmadaptáció. Az Élni (1994) című filmet a nagyra becsült Csang Ji-mou rendezte, és Jü Hua maga is részt vett a forgatókönyvírásban. Bár a forgatókönyvet jelentősen módosították, az első megjelenéskor mégis betiltották. Az 1994-es cannes-i filmfesztiválon azonban a To Live besöpörte a díjakat. A narratíván belül néhány figyelemre méltó változtatás történt. Az egyik szembetűnő különbség, hogy Fugui karrierje a földművelés helyett az árnyékbábszínészetben van. A másik nagy különbség, hogy Youqing halála egy autóbalesetből származik, amelyben ő és Chunsheng magisztrátus is részt vesz. Ugyanezt a regényt Zhu Zheng 2003-ban televíziós drámaként adaptálta, a főszereplő "Fu Gui" néven. A film és a regény az "élet" kétféle módját hangsúlyozza az élet homlokzata alatti kemény valóság leleplezésén és a létezés jelentőségének mérlegelésén keresztül. A televíziós adaptáció szorosabban követte az eredeti cselekmény tragédiáit, elkerülve a nagy nevek szerepeltetését annak érdekében, hogy hatékonyan ábrázolja a forradalom korabeli Kína polgári életének egyszerűségét. Mindegyiknek megvannak a maga erényei, de úgy tűnik, a közönség a filmet részesíti előnyben. 2015-ben Heosamgwan maehyeolgi filmet koreai nyelven adaptálták, mindkettőt Ha Dzsongu színész rendezésében és főszereplésével. 2023-ban került a mozikba Wei Shujun rendezésében Jü Hua Tévedések a folyónál című művének filmadaptációja, a He bian de cuo wu.

## Fordítás
- Ez a szócikk részben vagy egészben  a   Yu Hua című angol Wikipédia-szócikk fordításán alapul.  Az eredeti cikk szerkesztőit annak laptörténete sorolja fel. Ez a jelzés csupán a megfogalmazás eredetét és a szerzői jogokat jelzi, nem szolgál a cikkben szereplő információk forrásmegjelöléseként.